# NGC 5683
NGC 5683 é uma galáxia espiral barrada (SB0-a) localizada na direcção da constelação de Boötes. Possui uma declinação de +48° 39' 45" e uma ascensão recta de 14 horas, 34 minutos e 52,4 segundos.
A galáxia NGC 5683 foi descoberta em 13 de Abril de 1850 por William Parsons.